# Pumpuang Duangjan
Pumpuang Duangjan, (Thais: พุ่มพวง ดวงจันทร์,  RTGS: Phumphuang Duangchan) (Suphanburi, 4 augustus 1961 – Phitsanulok, 13 juni 1992), was een Thaise zangeres en actrice. Over haar leven verscheen in 2011 de film Pumpuang. Pumpuang Duangjan combineerde de traditionele Luk Thung-muziek met disco en dansbare popmuziek. Tevens speelde ze in diverse films.

## Levensloop
Pumpuang Duangjan groeide op in een arm boerengezin. Als kind werkte ze op de suikkerrietplantages. Dankzij haar zangtalent kon ze op 15-jarige leeftijd naar Bangkok vertrekken waar ze een succesvolle muziekcarrière opzette. Met de door haar gecreëerde elektronische Luk Thung kreeg ze miljoenen fans, maar het waren vooral haar partners en managers die veel aan haar succes verdienden, waardoor ze zelf onvoldoende financiële middelen had om het behandelen van haar bloedziekte te kunnen betalen; ze stierf op 30-jarige leeftijd aan de gevolgen van de ziekte. Haar as werd bijgezet in een tempel in Suphanburi, waarna de tempel een bedevaartsoord werd voor de zangeres.

## Discografie
- Nak Rong Baan Nok
- Noo Mai Roo
- Kho Hai Ruai
- Som Tam
- Nad Phop Na Ampoer
- Take Ka Tan Phook Bo
- Anitja Tinger
- Aai Saang Neon

- Bibliothèque nationale de France: cb17028535h (data)
- International Standard Name Identifier: 0000 0004 5509 2336
- Library of Congress Control Number: n89166686
- MusicBrainz: 6b3c73bc-813c-4164-893f-abb477e15ef2
- Système universitaire de documentation: 197342655
- Virtual International Authority File: 206145857872523020409
- WorldCat: E39PBJrwTt7MfyDCM9yc3hQQbd